# Promet Finske
Kopnena prometna mreža najjače je razvijena u južnim područjima. Glavna cestovna os teče uz obalu i povezuje se sa švedskim cestovnim sustavima. Rijeke, jezera i kanali tvore gustu mrežu plovnih putova koji se obilato rabe za prijevoz trupaca. Jaki pomorski promet vezan je uz helsinšku luku: trajektna mreža povezuje Finsku sa središnjim dijelom sjeverne Europe. Ostale su luke (Turku, Kotka i Pori) zimi zarobljene u ledu. Uz veće finske gradove nalaze se suvremene zračne luke. Najveća od njih je Zračna Luka Helsinki-Vantaa.